# Escriptori (moble)

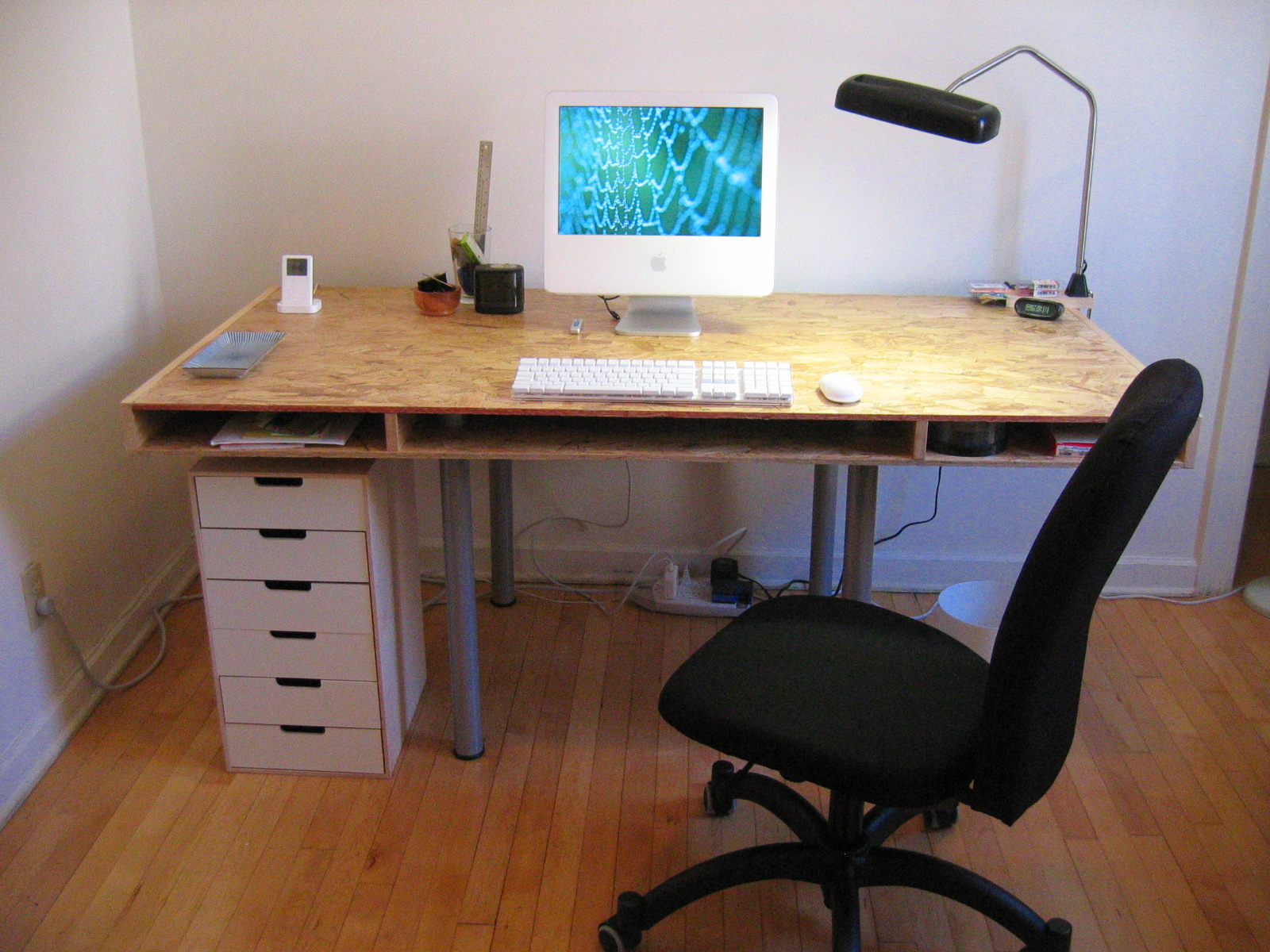
Escriptori modern.

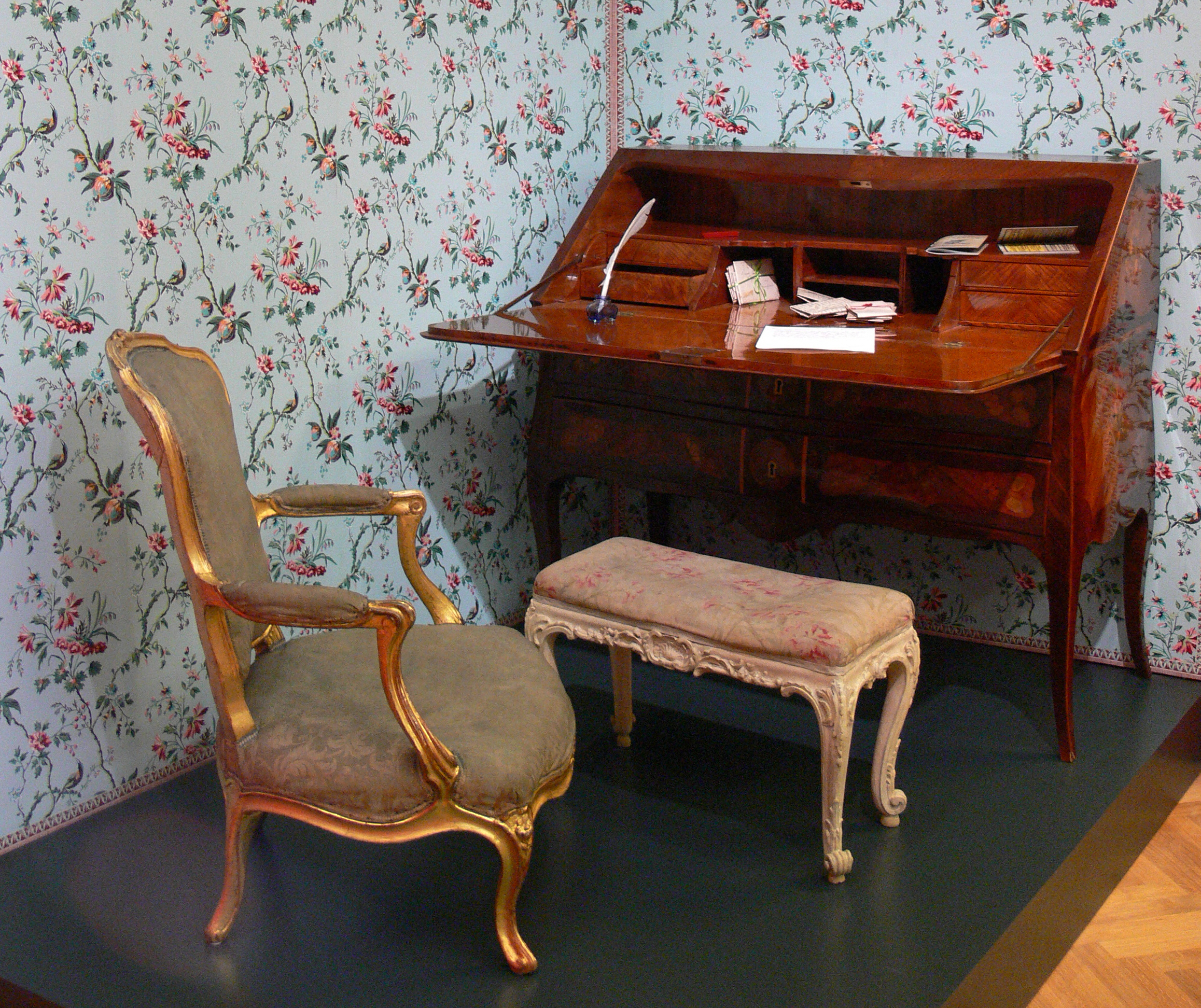
Escriptori alemany del, Museu Reiss-Engelhorn, Mannheim

Un escriptori o una taula escriptori és un moble que s'empra per a escriure. Té calaixos per a guardar-hi papers, els estris d'escriure, etc., i una part plana que serveix de taula per escriure. Hi ha també la taula ministre que té calaixos superposats a cada costat, de la plataforma superior fins a terra.
Un escriptori pot tenir un parapapers,  peça fixada a manera de barana a les voreres d'un escriptori per evitar que caiguin els papers que hi ha damunt la taula.

## Els primerspupitres
No hi ha vestigis que s'utilitzés un tipus de moble específic com els escriptoris en l'antiguitat clàssica ni en les altres civilitzacions antigues de l'Orient Mitjà o del Llunyà Orient. A l'edat mitjana, les il·lustracions mostren els primers mobles que semblen haver estat dissenyats i construïts per a la lectura i l'escriptura, o ús quotidià dels monjos cal·lígrafs, principals difusors de la cultura durant aquesta època, utilitzaven faristols que es posaven sobre els genolls o tauletes.
Amb l'arribada del Renaixement i la difusió de la impremta es comença a utilitzar una taula específica
Els escriptoris del Renaixement i èpoques posteriors van tenir una estructura més prima que la taules anteriors, i amb més calaixos. Com a element determinant de la destinació per a escriptori de les taules i altres mobles d'aquest període, hi ha la presència d'un calaix amb tres petites separacions (per al pot de tinta, el paper assecant i la pols de safata) i un espai per al llapis.
L'escriptori amb les formes que es coneixen actualment van néixer fonamentalment en el segle xvii i segle xviii. L'escriptori per ordinador de les últimes dècades és l'edició més recent a una llarga llista de formes d'escriptori, però que resulta ser un refinament de la taula de dibuix creada a les darreries del segle xviii.
Els escriptoris no només s'utilitzen per a l'escriptura, sinó que compleixen també la funció de guardar objectes, documents i útils per a oficina, de manera que van proveïdes de calaixos als costats, que fan de suport i deixen en el centre un espai per als peus.

## Era Industrial
L'ús de la màquina de vapor va fer possible una rebaixa dels costos de fabricació en la indústria del moble. A partir de llavors, es van fabricar quantitats limitades d'escriptoris de bona qualitat per a llars i oficines de més luxe, mentre que la gran majoria de les taules es realitzaven de forma ràpida per mà d'obra no qualificada i amb ús de components estandarditzats. Així, l'edat per si sola no garanteix que un antic escriptori sigui una peça de bona qualitat, ja que aquest canvi en la fabricació es va dur a terme fa poc més que un centenar d'anys.
La necessitat d'emmagatzemar paper i correspondència impulsar la creació d'escriptoris més complexos i especialitzats, com el model rolltop, que va ser fabricat al canvi del segle xix al xx i variant del clàssic escriptori Cylinder. Es proporcionava una forma ràpida i relativament barata de guardar el flux cada vegada més gran de paper sense haver de ser retirat aquest al final de la jornada. Els documents en paper van començar a considerar la taula definitivament com la seva «llar» amb l'arribada dels arxivadors. La correspondència i altres documents eren ja massa nombrosos i causaven problemes a l'hora de ser classificats, per això comença a ser habitual la incorporació de casellers en un petit compartiment per sobre o per sota de la taula de treball. Exemple d'aquest interès per augmentar la funcionalitat de la taula de treball és el famós escriptori Wooton. Aquests nous dissenys podien transformar-se en diferents formes i angles.

## Escriptoris d'acer
Un auge més petit en el treball d'oficina i en la producció d'escriptoris, es va produir al canvi del segle xix al xx amb la difusió de l'anomenat paper de calc i el seu ús massiu en les màquines d'escriure. Es van introduir escriptoris d'acer que fossin capaços d'aguantar càrregues més pesades de paper i suportar millor el treball amb màquines d'escriure. Es va fer popular l'anomenat escriptori en «L», amb un afegit lateral utilitzat com a annex per a la màquina d'escriure.
Una altra fase de gran creixement d'aquest sector es va produir després de la Segona Guerra Mundial amb l'extensió de l'ús de la fotocopiadora, que va provocar un increment del treball de les oficines i amb això del nombre de llocs de treball que requerien taules d'escriptori, disminuint la superfície de treball d'aquests llocs a mesura que els preus dels lloguers s'elevaven, i els documents van ser traslladats directament a arxivadors, enviats a centres de gestió de documents, o transformats en microfilm, o ambdues coses alhora. També es van estendre els mobles modulars amb diversos seients. Fins i tot els escriptoris dels directius i executius, a mesura que el seu nombre creixia, van esdevenir productes fabricats a gran escala amb fusta contraplacada o aglomerat.